# Брангале, Лилия Фрицевна
Лилия Фрицевна Брангале (латыш. Lilija Brangale; 2 июня 1913 — 25 октября 2001) — передовик советского сельского хозяйства, доярка колхоза «Драудзиба» Екабпилсского района Латвийской ССР, Герой Социалистического Труда (1965).

## Биография
Родилась в 1913 году на территории Латвии в латышской крестьянской семье.
Получила начальное образование и в период независимости Латвии работала в хозяйстве своих родителей. С 1940 года проживала в Латвийской ССР. Во время Великой Отечественной войны находилась на оккупированной территории.
В 1949 году стала работницей колхоза "Драудзиба". Работала дояркой. Очень быстро вошла в число передовиков производства молока. Постоянно побеждала в социалистических соревнованиях, отмечалась грамотами и благодарностями.
Указом Президиума Верховного Совета СССР от 1 октября 1965 года за получение высоких показателей в сельском хозяйстве и рекордные надои молока Лилии Фрицевне Брангале было присвоено звание Героя Социалистического Труда с вручением ордена Ленина и медали «Серп и Молот».
Продолжала трудиться в колхозе до выхода на пенсию, показывала высокие производственные результаты. Избиралась депутатом Верховного Совета СССР 6-го и 7-го созывов.
Умерла 25 октября 2001 года.

## Награды
За трудовые успехи была удостоена:
- золотая звезда «Серп и Молот» (01.10.1965)
- орден Ленина (01.10.1965)
- Орден Трудового Красного Знамени
- другие медали.